# Agrotis spiniferus
Agrotis spiniferus là một loài bướm đêm trong họ Noctuidae.